# Гено Иванов
Гено Иванов Генов е български учител.

## Биография
Гено Иванов е роден на 5 септември 1888 г. в с. Зингиевци, Еленско. През 1907 г. Завършва Разградската мъжка гимназия (1907) и специалност история в Софийския университет (1914).
Работи като учител в Държавното педагогическо училище, Ловеч (1920-1928, (1929-1933); Оряховската смесена гимназия (1928-1929); Средното реално училище с VIII педагогически клас (1933-1934), Смесена гимназия „Цар Борис III” (1934-1942), Мъжка гимназия „Цар Борис III” (Ловеч) (1942-1944).
Създава и ръководи ученическо историко-археологическо дружество „Родно минало“. Сбирките по време на които се изнасят реферати са особено популярни сред учениците. Извършва се голяма по обем събирателска работа на български старини. Дружеството е редовен участник в провежданите в Ловешкия край археологически разкопки.
Изследовател на историята на град Ловеч и Ловешкия край. Автор на 19 статии в сборника „Ловеч и Ловчанско“, като: „Ловешките книжовници през 19 век“, „Елинизмът в Ловчанска епархия”, „Ловчански културно-просветни дружества преди освобождението“, „Принос към църковното минало на Ловеч“, „Ловчански приписки“ и др. Изследва делото на Васил Левски и Вътрешна революционна организация (ВРО). Публикува своите статии „Ловеч като център на революционното движение в миналото“, „Печатничката на Васил Левски от Ловеч“, „Участта на троянските и ловчански съзаклятници след разкриването на съзаклятието им през 1976 г.“, биографиите на сподвижниците на Апостола Никола Цвятков и Мария Сиркова, пиесата „Къкринското разпятие“.
По време на Втората световна война издава книгата „Към нови задачи“. През 1934 г., по негова инициатива учениците от Смесената гимназия даряват на читалищната музейна сбирка печата на Новоселското въстаническо дружество, сабята на Кольо Пачников, етнографски материали и други вещи.

### Награди
- Орден „За гражданска заслуга“ V ст. (1938)